# بطارية نيكل وكادميوم
بطارية نيكل-كادميوم هي خلية ثانوية تستخدم هيدروكسيد أكسيد النيكل ومعدن الكادميوم كأقطاب كهربائية. الاختصار NiCad هو علامة مسجلة للشركة سوفت غورب أس.أي (بالإنجليزية: Saft Groupe S.A.)‏، بالرغم أن اسم العلامة يطلق بشكل شائع على بطاريات النيكل-كادميوم.اخترعت البطاريات السائلة نيكل-كادميوم في عام 1899.
لدى بطارية نيكل-كادميوم 1.2فولط أثناء التفريغ والذي يتناقص قليلا مع نهاية التفريغ. تصنع هذه البطاريات بأحجام وسعات مختلفة، من البطاريات المحمولة مع خلايا زنك-كربون إلى البطاريات الكبيرة المستخدمة في المحركات.
تستخدم البطاريات نيكل-كادميوم المحكمة في الكثير من الأدوات المحمولة، مثل معدات التصوير، المصابيح اليدوية، ألعاب التحكم عن بعد، والأجهزة الإلكترونية المحمولة.

## الكيمياء الكهربائية
تحتوي الشحنة الكهربائية لبطارية نيكل-كادميوم:
هيدروكسيد أكسيد النيكل كقطب كهربائي موجب والكادميوم كقطب كهربائي سالب وفاصل وإلكتروليت قلوي (هيدروكسيد البوتاسيوم)
تحتوي بطاريات نيكل-كادميوم عادة على علبة معدنية وصفيحة مختومة مزودة بصمام أمان ذاتي الإغلاق.
يحدث التفاعل الكيميائي خلال التفريغ في قطب الكادميوم على الشكل التالي:
{\displaystyle \mathrm {Cd+2OH^{-}\rightarrow Cd(OH)_{2}+2e^{-}} }
والتفاعل في قطب أكسيد نيكل:
{\displaystyle \mathrm {2NiO(OH)+2H_{2}O+2e^{-}\rightarrow 2Ni(OH)_{2}+2OH^{-}} }
والتفاعل النهائي خلال التفريغ هو :
{\displaystyle \mathrm {2NiO(OH)+Cd+2H_{2}O\rightarrow 2Ni(OH)_{2}+Cd(OH)_{2}.} }
تجري التفاعلات خلال الشحن من اليمين إلى اليسار. لا يستهلك الإلكتروليت قلوي خلال هذا التفاعل وذلك لثقله النوعي، على عكس بطاريات الرصاص، هو ليس الموجه لبدء الشحنة.

## الأثر البيئي
تحوي بطاريات نيكل-كادميوم كادميوم بنسبة 6% للبطاريات الصناعية و18% للبطاريات التجارية وهو معدن ثقيل سام ولذلك تتطلب عملية التخلص من هذا نوع من البطاريات عناية خاصة، في الولايات المتحدة، يكون جزء من ثمن البطارية على شكل ضرائب للتخلص من البطاريات بشكل آمن بعد انتهاء حياتها. وتحت مايسمى بتعليمات البطاريات، منع بيع بطاريات نيكل-كادميوم في الاتحاد الأوروبي باستثناء الاستخدامات الطبية، أجهزة الإنذار، ومصابيح الإضاءة الطارئة، والأدوات المحمولة. منع التصنيف الأخير فعليا في عام 2016. بنفس تعليمات الاتحاد الأوروبي، تجمع بطاريات نيكل-كادميوم الصناعية المستخدمة من قبل منتجيها لغرض إعادة تدويرها في مصانع المخصصة لذلك.
يسبب الكادميوم كمعدن ثقيل تلوث حقيقي عندما يلقى في المكبات أو مرمدات. ولذلك تعمل معظم الدول على إنشاء برامج إعادة تدوير لجمع ومعالجة البطاريات القديمة.